# SubRip
SubRipは、DVDなどの動画に含まれている字幕を光学文字認識を使用して抽出する、Windows用の自由ソフトウェアプログラムである。GNU GPLの下でリリースされている。SubRipはこのソフトウェアによって作成されたテキスト字幕ファイル形式（.srtファイル）のフォーマット名としても知られている。

## SubRipソフトウェア
光学文字認識を使用して、SubRipは生放送のビデオやビデオファイル、DVDから字幕データを抽出し、抽出した字幕をそのタイミングでSubrip形式の テキストファイルとして記録する
。設定を変えれば、認識したビットマップ形式の字幕を保存し、別途ソースビデオから減算処理（消去）のために使うことが可能である。
実際に動かす時には、認識するビデオソースと同じコーデック にSubRipを正しく設定し、字幕エリアやフォント、書式設定、色およびビデオ処理に必要な要件をユーザーが調整すると字幕を認識する。 試行と微調整が済めば、SubRipは再生しているビデオソースファイル全体の字幕を自動的に抽出できる。 そしてSubRipは各字幕の開始時刻と終了時刻、さらに字幕そのものの内容をテキスト形式の.srtファイルに記録する。
SubRipはビデオ本体からフレームを抽出するのにAviSynthを使用する。このプログラムが対応するすべてのビデオファイルから字幕をリッピングすることが可能である。

## SubRipファイルフォーマット
マルチメディアコンテナフォーマットの WebサイトMatroskaに寄せられた報告によれば、このソフトウェアは「おそらくすべての字幕フォーマットの中で最も基本的なもの」である という。SubRip（SubRip Text）ファイルは拡張子 .srtで命名され、プレーンテキストを空行で区切りグループ化したフォーマットで構成され、字幕は1から順番に番号が付く。使用するタイムコード形式は時:分:秒,ミリ秒であり、時、分、秒は0詰めの2桁で、ミリ秒は0詰めの3桁で表記される（00:00:00,000）。秒以下を区切る小数点記号がコンマなのは、プログラムがフランスで書かれていることに由来する 。
1. 各字幕を識別する連続した数値カウンタ
2. 字幕が画面に表示され始める時刻、-->という記号、字幕が消える時刻
3. 1行もしくはそれ以上の字幕テキスト
4. この字幕の終わりを示すテキストを含まない空行[10]

例：
```
1
00:20:41,150 
-->
 00:20:45,109
字幕1行目
字幕2行目

2
00:21:34,567 
-->
 00:21:45,678
次の字幕
```

### 書式
非公式だが、非常に基本的なテキストフォーマットがあり、レンダリング時に解釈するか無視するかは処理するアプリケーションに依存する。 書式は、太字、斜体、下線、色のHTMLタグから派生したものである。 
- 太字 - <b> ... </b>または{b} ... {/ b}
- 斜体 - <i> ... </i>または{i} ... {/ i}
- 下線 - <u> ... </u>または{u} ... {/ u}
- フォントの色 - <font color = "color nameまたは#code"> ... </font> （HTMLと同様）

タグは入れ子可能である。実装によっては行全体が1フォーマットのみで処理される。

### 互換性
SubRipの .srtフォーマットは、Comparison of video player softwareに記載されているように多くのビデオプレイヤーソフトでサポートされている。 Windows上のソフトウェアビデオプレーヤーで字幕再生を直接サポートしていないものでも、VSFilter DirectX フィルターを通してSubripやその他の字幕フォーマットを表示可能である。   SubRipフォーマットは、多くの字幕作成/編集ツールや一部のハードウェアホームメディアプレイヤーでもそのまま使用可能である。 
2008年8月、YouTubeはFlashビデオプレーヤーの字幕サポートを「クローズドキャプション」オプションで追加した。コンテンツ制作者は字幕をSubRip形式でアップロードできる。Facebook や Twitter もサポートしている。

### 文字コード
SubRipのデフォルトの出力エンコーディングはWindows-1252（欧米向け）に設定されている 。  ただし、出力オプションで多くのWindowsコードページやUTF-8などのUnicodeエンコード(バイト順マーク(BOM)の有無も含めて)が選択可能である。したがって、 .srtファイルには公式の文字コードは存在せず、SubRipファイルを解析する際には文字コードを検出する必要がある。Unicode バイト順マーク(BOM) も検出を補助するためによく使用される。
YouTube の場合は、サポートされているのは UTF-8 のみである。FFmpeg の字幕ファイルのデフォルトエンコーディングは UTF-8 である。
多くの組込みハードウェアベースのプレイヤーは、市販のフォントを使用する際のライセンス費用のため、ASCIIまたは西ヨーロッパのフォントしかサポートしていない 。

## WebVTT
このフォーマットはもともとWebSRT（Web Subtitle Resource Tracks）と呼ばれていたもので、2010年10月にWeb Hypertext Application Technology Working GroupによりHTML5の <track>要素として提案された。 それは.srtファイル拡張子を共有しており、SubRip形式(の一部)に"広範囲に基づいている"とされていたが、SubRipと完全な互換性のあるものではなかった。   このフォーマットは後にWebVTT（Web Video Text Track）と改名された。   GoogleのChromeとMicrosoftのInternet Explorer 10ブラウザが、HTML5ビデオ用のWebVTTファイルで<track>タグをサポートした初のブラウザとなる。  Mozilla Firefoxはnightly builds（Firefox 24）でWebVTTを実装しており、Firefox 31（2014年7月24日）時点では、WebVTTがデフォルト実装となった。   ただ、使うためには、Firefox上で「about：config」ページに移動して「media.webvtt.enabled」の値をtrueに設定し、この機能を有効にする必要があった。   YouTubeは2013年4月にWebVTTサポートを開始した。 